# Пархоменко, Зоя Михайловна
Зоя Михайловна Пархоменко (урождённая Гречка; Пустой шаблон {{ВД-Преамбула}} )
 — советский хозяйственный деятель, Герой Социалистического Труда.

## Биография
Родилась в 1924 году в Запорожском округе. Член КПСС.
Пережила немецко-фашистскую оккупацию.
В 1944—1979 — звеньевая комсомольско-молодежного звена колхоза имени Кагановича Верхне-Хортицкого района Запорожской области.
Указом Президиума Верховного Совета СССР от 28 февраля 1949 года присвоено звание Героя Социалистического Труда с вручением ордена Ленина и золотой медали «Серп и Молот».
Делегат XXIV съезда КПСС.
Жила в Запорожской области.

## Награды и звания
- Герой Социалистического Труда (28.02.1949)
- Орден Ленина (28.02.1949)